# Луцій Ліциній Мурена (претор 88 року до н. е.)
Луцій Ліциній Мурена (*Lucius Licinius Murena, бл. 127 до н. е.  —63 до н. е.) — політичний та військовий діяч часів Римської республіки.

## Життєпис
Походив з впливового плебейського роду Ліциніїв Мурен. Син Луція Ліцинія Мурени, претор 117 року до н. е. Народився близько 127 року до н. е. 100 року до н. е. е. обійняв посаду квестора провінції Азія. Ймовірно, в 90-і роках до н. е. першим придумав розводити риб в садках, чим цим помилково пояснювали когномен їх гілки роду.
Обирається претором на 88 рік до н. е. У 87-85 роках до н. е. служив легатом Луція Корнелія Сулли під час Першої Мітрідатової війни. У 87 році до н. е. відзначився під час облоги Пірея (головного порту Аттіки). Ув 86 році до н. е. в битві при Херонеї командував лівим крилом, яке спершу відступило, але потім здобуло перемогу.
У 84 році до н. е. в якості пропретора керував провінцією Азія. За призначенням Сулли отримав 2 легіони. Зажадав у азійських міст, зокрема Мілету, кораблі для боротьби з піратами. Також позбавив Кибіру незалежності і приєднав її до Лікії.
У 83 році до н. е. в порушення Дарданського світу почав нову війну проти Мітрідата VI, царя Понту. Мурена зажадав допомоги у Гераклеї Понтійської і тетрарха галатів Дейотара, анексував належала Коману, заснував місто Ліцинію. Невдовзі перейшов річку Галіс і розграбував понтійські селища, після чого повернувся до Фригії і Галатії. Був оголошений імператором. У 82 році до н. е. здійснив нове вторгнення до Понтійського царства, але зазнав поразки від Мітрідата VI біля річки Галіс, тому вимушений був відступити до Фригії з великими втратами. Припинив військові дії за наказом Сулли, який 81 року до н.е. спрямував з відповідним наказом Авла Габінія. Після повернення до Риму відсвяткував тріумф.
У 70-66 роках до н. е. входив до десяти легатів, спрямованих на допомогу Луцію Діцинію Лукуллу для врегулювання справ в Азії. Помер десь в середині 63 року до н. е.

## Родина
- Луцій Ліциній Мурена, консул 62 року до н. е.
- Гай Ліциній Мурена, еділ 67 року до н. е.